# Phidippus guianensis
Phidippus guianensis là một loài nhện trong họ Salticidae.
Loài này thuộc chi Phidippus. Phidippus guianensis được Lodovico di Caporiacco miêu tả năm 1947.